# Dorothy Seastrom
Dorothy Seastrom (16 de marzo de 1903 - 31 de enero de 1930) fue una actriz de cine mudo estadounidense.

## Primeros años y carrera
Nacida en Texas, Seastrom comenzó su carrera después de ganar un concurso de belleza. Más tarde, su familia se mudó a Chicago. Hizo su debut cinematográfico interpretando a Eleanor Harmon en The Call of the Canyon, dirigida por Victor Fleming. Posteriormente, Seastrom trabajó bajo la dirección de Cecil B. DeMille. Firmó un contrato de cinco años con First National Pictures en septiembre de 1925. Seastrom fue apodada "Candy Kid" por la compañía, debido a su caballo de color caramelo.[cita requerida]
Seastrom apareció en The Perfect Flapper, protagonizada por Colleen Moore, y en Classified (película de 1925). Seastrom sufrió un accidente que la dejó desfigurada mientras trabajaba en We Moderns (1925). Debido a una lluvia que hizo que moje una luz en cortocircuito, lo que hizo que se caiga sobre el cabello y hombros de Seastrom. Seastrom pudo escapar cuando James Dunne agarró un mantel le cubrió la cabeza a Seastrom. Los electricistas pudieron cortar la energía de la luz que colgaba sobre la tramoya. Seastrom se pudo recuperar de las quemaduras y regresó para completar la película.
En 1926, Seastrom perdió seis meses de trabajo por descansar en un sanatorio y "desarrollar un físico débil debido al el trabajo y la preocupación".

## Muerte
Debido a su deterioro de salud, Seastrom tuvo que regresar a Dallas en el otoño de 1925 para poder descansar, sin embargo, Seastrom se terminó enfermando. Los médicos de Seastrom la mandaron en un sanatorio durante varios meses. Se temía si Seastrom iba a seguir con su carrera, por lo que se veía obligada a abandonar su carrera por completo. Lo que hizo que su contrato con First National Pictures se suspendiera hasta que su salud se recuperada. Seastrom perdió un papel en Irene, que iba a estar programado para trabajar con Colleen Moore. Su fuerza frágil y su duro trabajo hizo que Seastrom contrajera tuberculosis.
Seastrom fue llevada por su esposo, Francis Corby, en un sanatorio para que ella se recuperada en California. En 1926, Seastrom hizo su última aparición en It Must Be Love. (Después de la muerte de Seastrom, Corby se casó con la actriz Ellen Hansen en 1934; La pareja se divorció en 1944). Seastrom murió de tuberculosis el 31 de enero de 1930 en Dallas a los 26 años.

## Filmografía
| Año  | Película               | Papel           |
| ---- | ---------------------- | --------------- |
| 1923 | The Call of the Canyon | Eleanor Harmon  |
| 1924 | Jonah Jones            | Margaret Morgan |
| 1924 | Crushed                | Miss Brown      |
| 1926 | Hooked                 | Dorothy         |
| 1926 | Fifth Avenue Models    | Maniquí         |
| 1926 | King Cotton            |                 |
| 1926 | Pretty Ladies          | Diamond Tights  |
| 1926 | We Moderns             | Dolly Wimple    |
| 1926 | It Must Be Love        | Min             |